# Andy Murray
Sir Andrew Barron Murray (sinh ngày 15 tháng 5 năm 1987), thường được gọi là Andy Murray, là một cựu vận động viên quần vợt chuyên nghiệp người Scottland, Vương quốc Anh và hiện tại là huấn luyện viên.
Năm 2005, Andy giành được giải Nhân vật thể thao Scotland trong năm của BBC (BBC Scotland Sports Personality of the Year).
Trước đây, anh từng được huấn luyện bởi huấn luyện viên Brad Gilbert và Amélie Mauresmo.
Murray đại diện cho Vương quốc Anh trong các hoạt động thể thao của anh ấy và là người chiến thắng giải đấu Grand Slam ba lần, vô địch Thế vận hội hai lần, vô địch Davis Cup, người chiến thắng trong Chung kết ATP World Tour 2016, và cựu số 1 thế giới.
Murray đã đánh bại Novak Djokovic trong trận chung kết US Open 2012, trở thành cầu thủ người Anh đầu tiên kể từ năm 1977 và là người nam Anh đầu tiên kể từ năm 1936, để giành chiến thắng trong một giải đấu đơn Grand Slam. Murray cũng là người nam Anh đầu tiên giành được nhiều danh hiệu đơn Wimbledon kể từ Fred Perry năm 1936, chiến thắng giải đấu năm 2013 và 2016.
Murray là người giành huy chương vàng Thế vận hội mùa hè 2012 và 2016 đơn nam, khiến anh trở thành tay vợt duy nhất, dù là nam hay nữ, đã giành được hai danh hiệu đơn Olympic. Anh ấy đã góp mặt trong đội giành cúp Davis Cup của Anh năm 2015, thắng 11-0 trong các trận đấu của anh ấy (8 đơn và 3 đôi) khi họ bảo vệ danh hiệu Davis Cup đầu tiên của họ kể từ năm 1936.

## Tuổi thơ
Anh bắt đầu chơi quần vợt từ năm 3 tuổi. Mẹ anh, bà Judy là một cựu tay vợt của Scotland và cha anh là ông William. Anh có một anh trai là Jamie Murray cũng là một tay vợt nhưng thường thi đấu ở thể loại đánh đôi.
Murray từng là học sinh của trường tiểu học Dunblane từ năm 1992 đến năm 1999. Năm 1999, anh học ở trường trung học Dunblane. Năm 11 đến 13 tuổi, Andy là thành viên của 3 đội quần vợt nhỏ tuổi tại câu lạc bộ Next Generation ở Newhaven, Edinburgh - nơi anh thi đấu thường xuyên. Vào tuổi 14, Murray đến Barcelona ở Tây Ban Nha, nơi anh đã học trường Schiller International và tập luyện trên mặt sân đất nện của học viện Sanchez-Casal, nơi mà anh được cho biệt danh "Lazy English" (người Anh lười). Murray giành giải nam trẻ tại US Open năm 2004 và tốt nghiệp sau đó một năm.

## Sự nghiệp

### 2005
Tháng 3 năm 2005, lần đầu tiên Andy được gọi vào đội tuyển Davis Cup của Anh và trở thành tay vợt trẻ tuổi nhất của Anh tham dự Davis Cup. Murray và David Sherwood đã thắng cặp đôi của Israel - lúc đó đang đứng thứ 8 thế giới, vào đến bán kết Wimbledon năm 2003, giúp đội tuyển giành chiến thắng 3-2.
Tay vợt người Anh này vào đến bán kết giải trẻ Pháp mở rộng, để thua tay vợt người Croatia Marin Cilic. Điều này chứng tỏ đây là bước đột phá cuối cùng của anh tại giải trẻ Grand Slam.
Murray tham gia hầu hết tất cả các kết quả ATP tour đều đến từ mặt sân cỏ và mặt sân cứng, mặc dù anh thích chơi trên sân đất nện.
Wimbledon 2005
Anh đã đánh bại tay vợt xếp trên anh 150 bậc trong trận đấu Grand Slam đầu tiên lúc đó Murray đứng thứ 374 thế giới. Ở vòng 2, Andy thắng hạt giống thứ 14 Radek Štěpánek và chịu thua David Nalbandian ở vòng 3.
Mỹ mở rộng 2005
Tại đây Murray phải thi đấu vòng loại. Ở vòng 1, Murray đánh bại tay vợt người România Andrei Pavel trong 5 set đấu căng thẳng. Sau đó thua Arnaud Clement cũng trong 5 set. Đó là cú sốc cho Andy, nếu anh thắng trận đấu đó anh đã lọt vào top 100 lần đầu tiên trong đời.
Thái Lan mở rộng
Vào ngày 29 tháng 9 cuối cùng Andy lọt được vào top 100 thế giới khi đánh bại Robin Soderling tại giải Thái Lan mở rộng. Sau đó thắng Robby Ginepri. Lần đầu tiên vào chung kết sau khi thắng tay vợt chủ nhà Paradorn Srichaphan ở bán kết. Để thua Roger Federer ở chung kết nhưng dù sao anh cung trở thành tay vợt thứ 72 của thế giới.

### 2006
Murray bắt đầu mùa giải 2006 bằng viêc bị loại tại vòng 2 trong hai giải đấu, tiếp theo thua Juan Ignacio Chela ở vòng một Úc mở rộng trong lần đầu tiên tham dự. Giải SAP Mở rộng là nơi đem lại cho Andy danh hiệu ATP đầu tiên trong sự nghiệp, để đến được với danh hiệu đầu tiên Andy đă thắng cả hai cựu số 1 thế giới Andy Roddick và Lleyton Hewitt. Anh vào đến tứ kết giải đấu tiếp theo - giải Memphis. Nhưng phong độ này không duy trì lâu, anh để thua ngay trong vòng 1 tại sáu trong chín giải tham dự bao gồm giải Pháp mở rộng và giải của Queen's Club.
Tại Wimbledon, Andy vào tới vòng 4 ngay trong lần đầu tiên tham dự. Sau đó, Murray còn ghi tên mình vào bán kết Hall of Fame Championship ở Newport và chung kết Legg Mason Classic tại Washington. Là thành viên của đội tuyển Anh tham dự Davis Cup, Andy đánh bại Andy Ram của Israel - đây là lần thứ hai Andy thắng được trận đấu kéo dài 5 set.
Phong độ của Andy ngày càng được cải thiện, anh vào bán kết Toronto Master. Ở giải đấu tiếp theo - giải Cincinnati, Murray vào tứ kết khi thất bại trước Andy Roddick, nhưng trước đó đã loại tay vợt số 1 thế giới Roger Federer và trở thành một trong hai tay vợt có thể đánh bại Roger trong năm 2006. Giải grand slam cuối cùng trong năm, Andy tiếp tuc vào vòng 4, dừng bước trước tay vợt Nga Nikolay Davydenko trong 4 set.
Sự thất vọng khi để thua tay vợt đồng hương Tim Henman tại Thái Lan mở rộng được giãm bớt khi Andy cùng người anh Jamie vào đến chung kết ở thể loại đánh đôi.
Với những thành công trong năm 2006, Andy kết thúc mùa giải với thứ hạng 17.

### 2007
Tại Úc Mở rộng, Murray được xếp hạt giống số 15. Tại vòng 1, Murray vượt qua tay vợt Tây Ban Nha Alberto Martín 6–0, 6–0, 6–1, đây cũng là chiến thắng áp đảo nhất tại Giải Úc Mở rộng từ năm 1968. Đối thủ tại vòng 4 của anh là tay vợt số 2 thế giới Rafael Nadal, trước đây hai tay vợt này chưa từng gặp nhau. Sau khi dẫn trước với 2-1, Murray thua Nadal (6(3)-7(7), 6–4, 4–6, 6–3, 6–1). Sau trận đấu, Murray nhận xét đây là một trong trận đấu hay nhất của anh từ trước đến nay.
Andy Murray bảo vệ thành công danh hiệu tại San Jose, thắng Ivo Karlović 6–7 (3–7) 6–4 7–6 (7–2) trong trận chung kết. Anh trai của Murray, Jamie cũng đồng thời giành danh hiệu đôi tại đây. Anh em Murray trở thành cặp anh em đầu tiên giành danh hiệu đơn và đôi trong cùng một giải đấu kể từ năm 1989.
Murray vào tới bán kết hai giải đấu tiếp theo là Indian Wells Masters và Miami Masters. Trong cả hai lần Murray đều phải dừng bước trước Novak Djokovic. Tuy nhiên, Murray vẫn vươn lên vị trí thứ 11 trên bảng xếp hạng thế giới.

### 2008
Murray mở đầu mùa giải 2008 với danh hiệu thứ 4 trong sự nghiệp tại giải Qatar ExxonMoblie Open. Chiến thắng hạt giống số 1 và hạng 4 thế giới Nikolay Davydenko 6-4 6-3 ở bán kết, Murray tự tin tiến thẳng vào chung kết đánh bại tay vợt Thụy Sĩ Stanislas Wawrinka 6-4 4-6 6-2. Danh hiệu tại Qatar giúp Andy lọt vào top 10 thế giới.

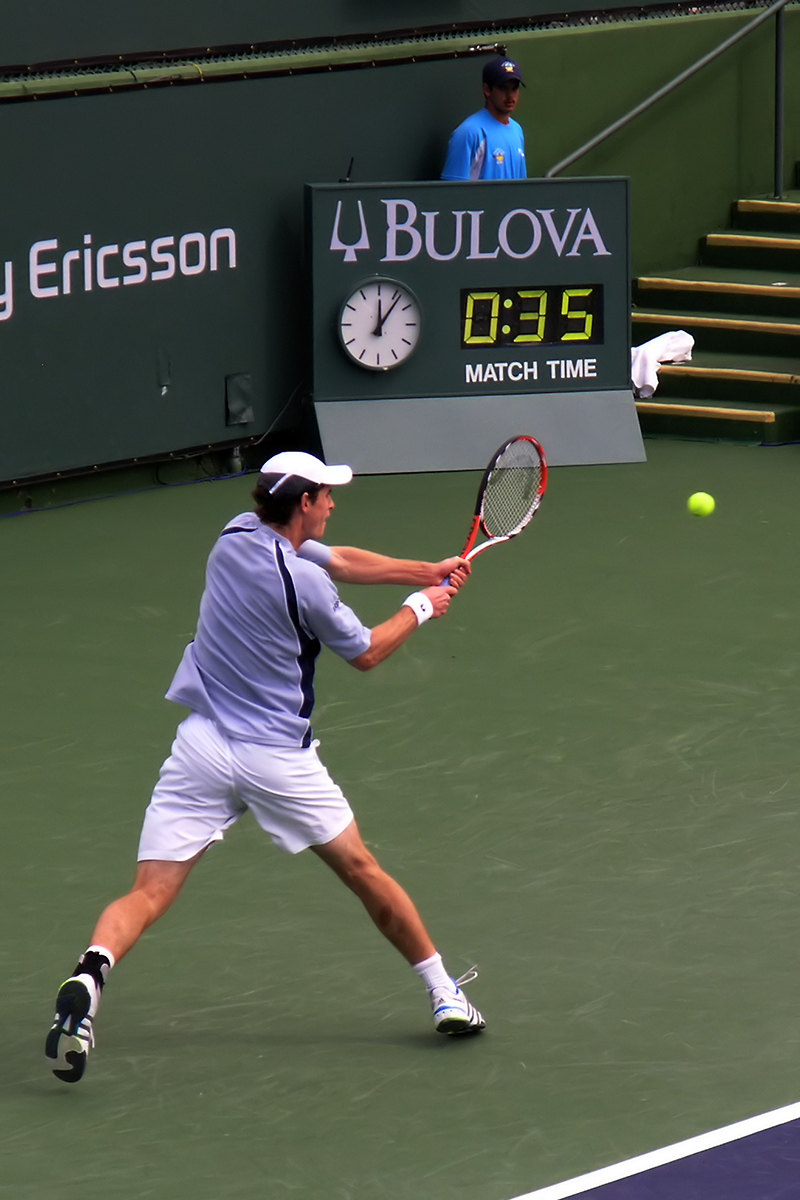
Murray tại giải Pacific Life Open 2008.

Andy Murray được xếp là hạt giống số 9 tại giải Giải quần vợt Úc mở rộng. Trái với dự đoán của nhiều người, Andy phải chia tay giải ngay từ vòng 1 khi thua tay vợt người Pháp Jo-Wilfried Tsonga 7-5, 6-4, 0-6, 7-6.
Sau khi thất bại tại vòng 1 Úc Mở rộng, Murray gặp phải chấn thương ở đầu gối khiến anh phải rút tên trong danh sách đội tuyển Anh tham dự Davis Cup.
Đầu tháng 2, Murray tham gia giải Open 13 tại Marseille, Pháp. Tuy vừa dính chấn thương đầu gối nhưng anh vẫn lọt chung kết, Murray gặp cựu số 7 thế giới, Mario Ancic và chiến thắng thuyết phục 6-3, 6-4. Danh hiệu tại Marseille là danh hiệu thứ 2 trong năm của Murray và cũng là danh hiệu thứ 5 trong sự nghiệp.
Giải ABN Amro Tournament tại Rotterdam, hạt giống số 6 - Andy Murray bị loại ngay vòng đầu khi thua tay vợt chủ nhà Robin Haase.
Không được xếp làm hạt giống tại giải Dubai Tennis Championship, Murray gặp tay vợt số 1 thế giới Roger Federer. Murray trở thành một trong số ít tay vợt có thành tích đối đầu trội hơn so với Federer khi chiến thắng 7-6(6), 3-6, 4-6. Murray dừng bước ở tứ kết khi thua Davydenko 7-5, 6-4.
Giải Master Series đầu tiên trong năm, Indian Wells, Murray không lập lại thành tích năm ngoái khi dừng chân tại vòng 4 trước tay vợt người Đức Tommy Haas 6-2 5-7 3-6. Giải Sony Ericsson Open tại Miami, Murray thất bại trước Mario Ancic tại vòng hai, Murray không còn nằm trong top 20 bảng xếp hạng ATP.

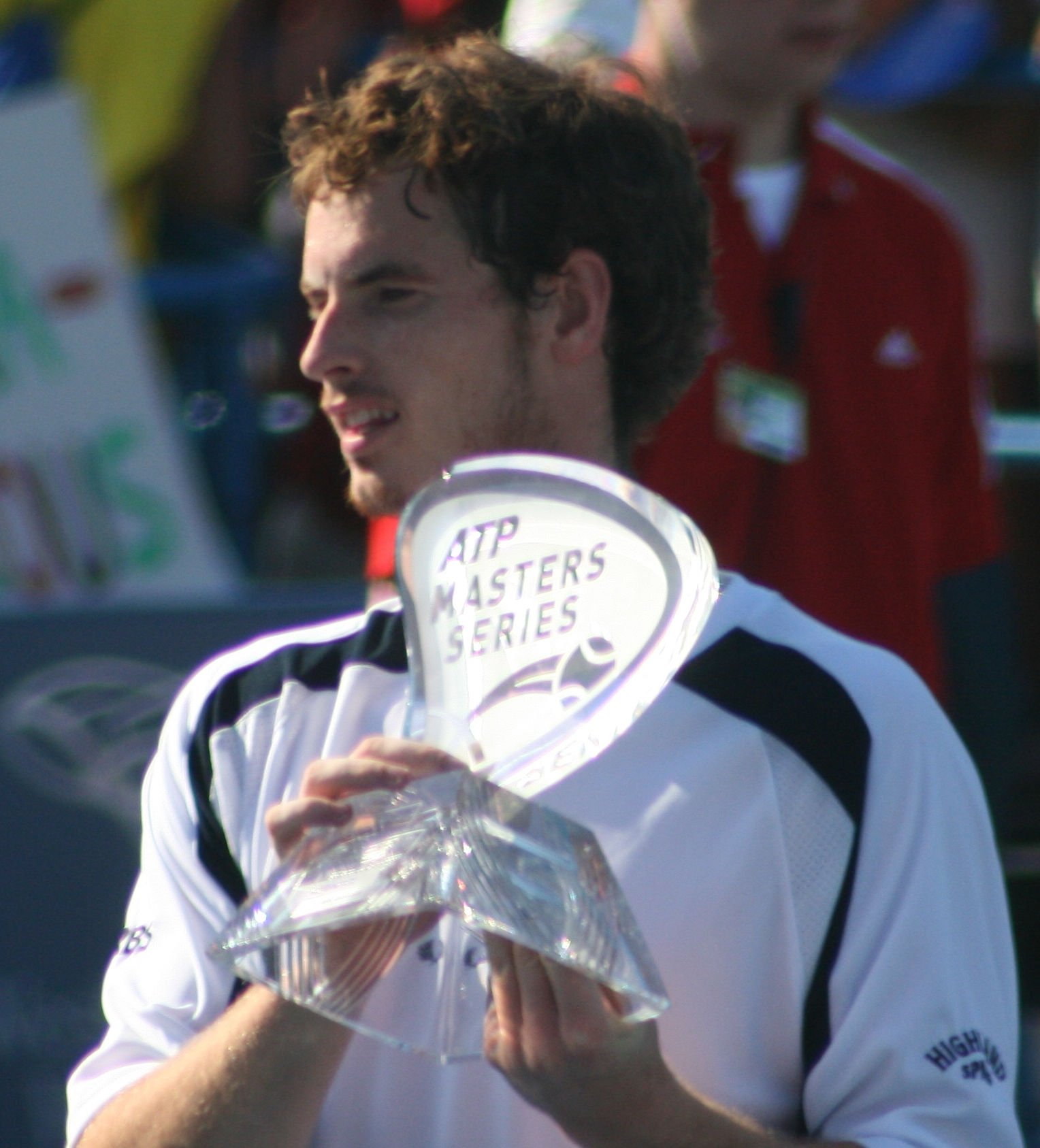
Murray với danh hiệu Masters Series đầu tiên.

Để cải thiện thành tích của mình trên mặt sân đất nện, Murray bắt đầu làm việc với cựu á quân Pháp mở rộng Alex Corretja. Tuy nhiên, dưới sự huấn luyện của Corretja, Murray cũng không thể đạt thành tích nào cao hơn là vòng 3 Giải quần vợt Pháp Mở rộng.
Mùa giải trên mặt sân cỏ bắt đầu với Andy Murray tại Queen's Club Championships, anh lọt vào vòng tứ kết nhưng phải rút lui vì chấn thương cổ tay. Tại Wimbledon, hạt giống số 12, Andy Murray đánh bại Fabrice Santoro, Xavier Malisse và Tommy Hass trước khi thực hiện cuộc lội ngược dòng trước tay vợt Pháp Richard Gasquet 5–7, 3–6, 7–6(3), 6–2, 6–4. Trong trận tứ kết Grand Slam đầu tiên, anh phải gác vợt với tỉ số 6–3, 6–2, 6–4 trước Rafael Nadal.
Trở lại mặt sân cứng sở trường, Murray giành suất vào bán kết Toronto Masters khi lần đầu tiên chiến thắng trước tay vợt số 3 thế giới Novak Djokovic, nhưng lại lần thứ hai liên tiếp thua trận trước Nadal. Với phong độ cao, Murray giành danh hiệu Masters Series đầu tiên tại Cincinnati Masters, đánh bại Djokovic 7-6(4) 7-6(5).
Cùng anh trai Jamie, Andy Murray đại diện Vương quốc Anh tham dự Olympic Bắc Kinh 2008. Bất ngờ xảy ra khi Murray, hạt giống số sáu, bị loại ngay vòng một. Ở nội dung đánh đôi, anh em Murray cũng sớm dứng bước tại vòng hai.
Tại Mỹ Mở rộng 2008, Murray lội ngược dòng chiến thắng tay vợt Jurgen Melzer 6-7(5), 4-6, 7-6(5), 6-1, 6-3 để vào vòng bốn. Vòng bán kết, Murray chạm trán tân số một thế giới Rafael Nadal, tay vợt đánh bại anh năm lần gặp trước, nhưng người chiến thắng lại là Andy Murray với tỉ số 6–2, 7–6(5), 4–6, 6–4. Murray trở thành tay vợt đầu tiên của Vương quốc Anh lọt vào trận chung kết một giải Grand Slam kể từ khi Greg Rusedski lọt vào chung kết Mỹ Mở rộng năm 1997. Mặc dù chịu thất bại trước Roger Federer, Murray vẫn vươn lên vị trí thứ tư trên bảng xếp hạng thế giới.
Với tư cách hạt giống thứ 4, Andy Murray được miễn thi đấu vòng một, tại Madrid Masters. Murray dễ dàng đi tiếp sau khi đối thủ Simone Bolelli bỏ cuộc do chấn thương vai. Đánh bại các tay vợt Marin Cilic, Gael Monfils mà chưa thua set nào. Murray vào bán kết gặp lại đối thủ trong trận chung kết Mỹ Mở rộng 2008, Roger Federer. Qua 3 set đấu căng thẳng, Murray giành chiến thắng 3-6 6-3 7-5. Với phong độ cao, anh vượt qua tay vợt Pháp Gilles Simon 6–4 7–6 (8-6), giành danh hiệu Master Series thứ hai liên tiếp. Murray trở thành tay vợt Vương quốc Anh đầu tiên giành 4 danh hiệu trong cùng một mùa giải.

### 2011
Tại Australia Open 2011, Andy Murray lọt vào trận chung kết lần thứ 2 liên tiếp nhưng dường như sức ép quá lớn từ người hâm mộ xứ sương mù đã ảnh hưởng khá nặng nề lên tâm lý thi đấu của Murray khiến cho anh không còn giữ được phong độ và cuối cùng đành gác vợt nhanh chóng trước Novak Djokovic. Thất bại này là một đòn gián đau đớn vào tham vọng cũng như tinh thần của Murray, kể từ thất bại này anh bắt đầu thi đấu sa sút với chuỗi trận thua liên tiếp ở các giải ABN Amro Tournament tại Rotterdam, Indian wells và Miami. Nhưng khán giả hâm mộ Murray thì vẫn luôn cổ vũ anh và chờ đợi sự trở lại mạnh mẽ hơn của anh ở những giải đấu tiếp theo.

### 2012
Năm 2012 có thể nói là một năm đặc biệt thành công của Andy Murray, sau thất bại đầy nước mắt tại chung kết Wimbledon 2012 trên sân nhà trước Roger Federer anh đã xuất sắc đoạt Huy chương Vàng Olympic London cho đất nước ngay tại Vương quốc Anh, và còn xuất sắc hơn khi chỉ hơn 1 tháng sau một lần nữa anh chiến thắng trong trận chung kết giải Mỹ mở rộng 2012 trước Novak Djokovic với tỉ số 3-2 để lần đầu tiên giương cao chiếc cúp dành cho tay vợt đoạt Grand Slam. Người hâm mộ hy vọng đây sẽ là một cột mốc để Andy Murray có thể chinh phục được nhiều đỉnh cao mới trong các năm sau.

### 2013
Andy Murray đã trở thành tay vợt nam đầu tiên trong 77 năm của làng quần vợt vương quốc Anh giành chức vô địch Wimbledon sau khi anh đánh bại Djokovic 3-0 (6-4, 7-5, 6-4) trong trận chung kết.

### 2015
Năm 2015 Murray thi đấu khá tốt. Anh lọt vào chung kết Australian Open nhưng để thua Novak Djokovic sau 4 set. Anh dừng bước ở tứ kết 2 giải Grand Slam tiếp theo là Roland Garros và Wimbledon.Ở US Open anh dừng bước tại bán kết trước Novak Djokovic. Đỉnh cao của Andy Murray trong năm 2015 chính là chức vô địch giải quần vọt đồng đội Davis Cup của với đội tuyển Vương Quốc Anh. Anh chiến thắng 2 trận đánh đơn với các tay vợt của đội tuyển Bỉ và 1 trận đánh đôi cùng người đồng đội là anh trai Jamie Murray. Andy Murray cũng lần đầu tiên kết thúc năm với vị trí số 2 trên bảng xếp hạng ATP

### 2016

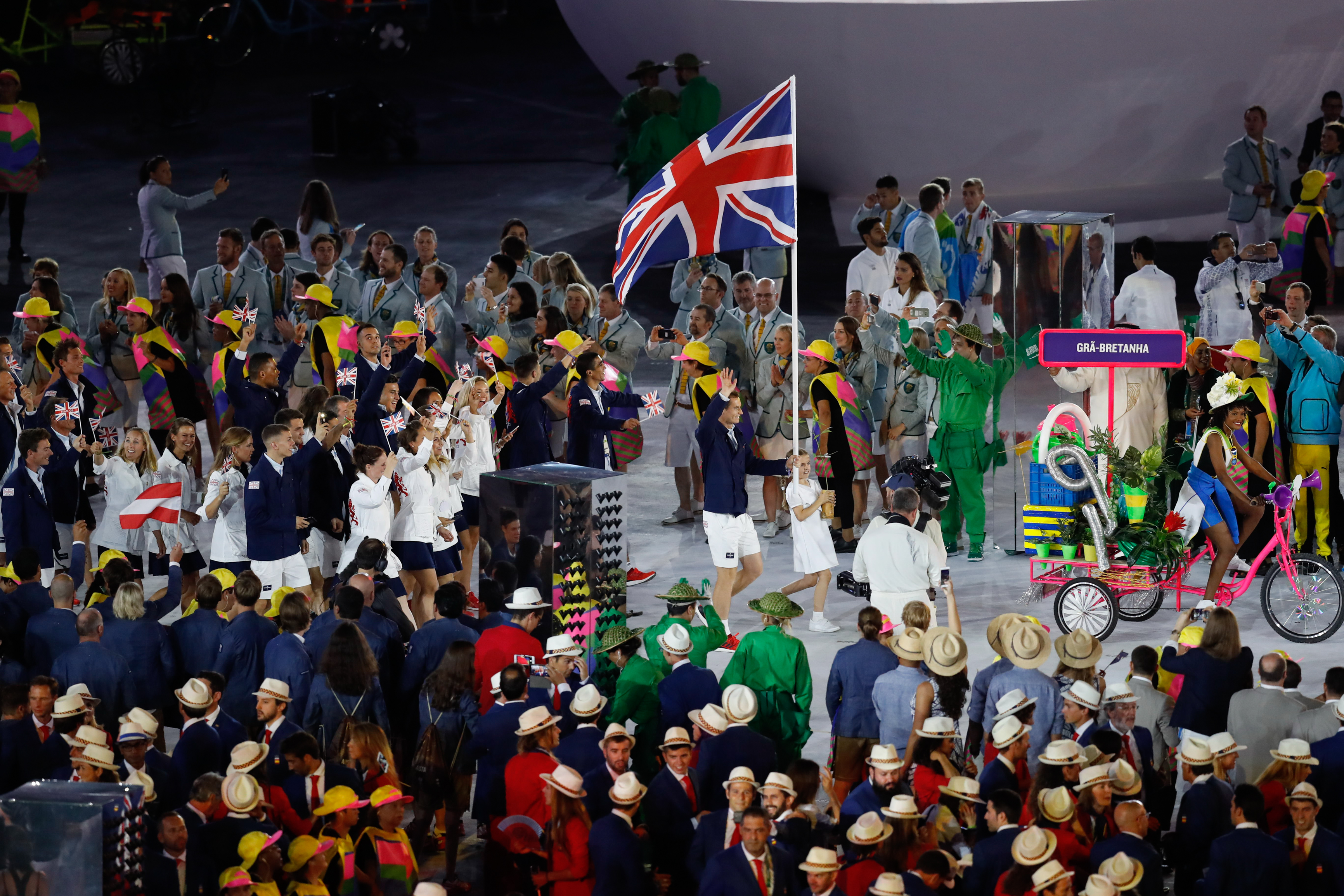
Đoàn vận động viên Vương quốc Liên hiệp Anh diễn hành tại Lễ khai mạc Thế vận hội Mùa hè 2016 (với Andy Murray cầm cờ).

Năm 2016 đến với Andy Murray sau niềm vui tại Davis Cup. Anh thi đấu rất tốt tại Australian Open và lọt tới trận chung kết nơi anh gặp Tay vợt số 1 thế giới Novak Djokovic. Thêm một lần anh thất bại trong trận chung kết Australian Open trước Novak Djokovic. Trước giải Grand Slam thứ 2 Roland Garros, anh thi đấu khá tốt ở các giải ATP 1000, lọt vào 3 trận chung kết Monte Carlo, Madrid Master và Rome Master. Anh đã giành chức vô địch trên sân đất nện lần đầu tiên sau khi đánh bại Novak Djokovic tại Chung kết tại Rome. Anh tiếp tục thi đấu xuất sắc tại Roland Garros và đi tới trận chung kết. Mặc dù đã thắng set đấu đầu nhưng anh vẫn chịu gác vợt trước Novak Djokovic tại chung kết. Murray đến với giải Grand Slam thứ 3 trong năm là Wimbledon với mục tiêu lật đổ Djokovic sau những trận chung kết thất bại. Murray lần lượt vượt qua các đối thủ khá dễ dàng và góp mặt trong trận chung kết Grand Slam lần thứ 3 trong năm. Nhưng lần này đối thủ của anh không còn là Novak Djokovic khi Djokovic bị loại từ vòng 3 mà đối thủ của anh là tay vợt người Canada Milos Raonic. Raonic đã ngược dòng đánh bại Roger Federer để vào chung kết. Nhưng trong trận chung kết Grand Slam đầu tiên của Raonic anh đã chịu thất bại trong vòng 3 set trước Andy Murray. Đây là một chung kết tuyệt vời của Murray và anh đã giành đã danh hiệu Grand Slam thứ 3 trong sự nghiệp trên quê nhà.
Murray cũng đạt huy chương vàng tại nội dung Quần vợt tại Thế vận hội Mùa hè 2016.

## Chung kết Grand Slam

### Đơn: 11 (3 danh hiệu, 8 á quân)
| Kết quả | Năm  | Giải đấu        | Mặt sân | Đối thủ        | Tỷ số                          |
| ------- | ---- | --------------- | ------- | -------------- | ------------------------------ |
| Á quân  | 2008 | US Open         | Cứng    | Roger Federer  | 2–6, 5–7, 2–6                  |
| Á quân  | 2010 | Australian Open | Cứng    | Roger Federer  | 3–6, 4–6, 6–7(11–13)           |
| Á quân  | 2011 | Australian Open | Cứng    | Novak Djokovic | 4–6, 2–6, 3–6                  |
| Á quân  | 2012 | Wimbledon       | Cỏ      | Roger Federer  | 6–4, 5–7, 3–6, 4–6             |
| Vô địch | 2012 | US Open         | Cứng    | Novak Djokovic | 7–6(12–10), 7–5, 2–6, 3–6, 6–2 |
| Á quân  | 2013 | Australian Open | Cứng    | Novak Djokovic | 7–6(7–2), 6–7(3–7), 3–6, 2–6   |
| Vô địch | 2013 | Wimbledon       | Cỏ      | Novak Djokovic | 6–4, 7–5, 6–4                  |
| Á quân  | 2015 | Australian Open | Cứng    | Novak Djokovic | 6–7(5–7), 7–6(7–4), 3–6, 0–6   |
| Á quân  | 2016 | Australian Open | Cứng    | Novak Djokovic | 1–6, 5–7, 6–7(3–7)             |
| Á quân  | 2016 | French Open     | Đất nện | Novak Djokovic | 6–3, 1–6, 2–6, 4–6             |
| Vô địch | 2016 | Wimbledon (2)   | Grass   | Milos Raonic   | 6–4, 7–6(7–3), 7–6(7–2)        |

## Các trận chung kết quan trọng khác

### Chung kết ATP Finals

#### Đơn: 1 (1 danh hiệu)
| Kết quả | Năm  | Giải đấu                      | Mặt sân  | Đối thủ        | Tỷ số    |
| ------- | ---- | ----------------------------- | -------- | -------------- | -------- |
| Vô địch | 2016 | ATP World Tour Finals, London | Cứng (i) | Novak Djokovic | 6–3, 6–4 |

### Chung kết ATP Masters 1000

#### Đơn: 21 (14 danh hiệu, 7 á quân)

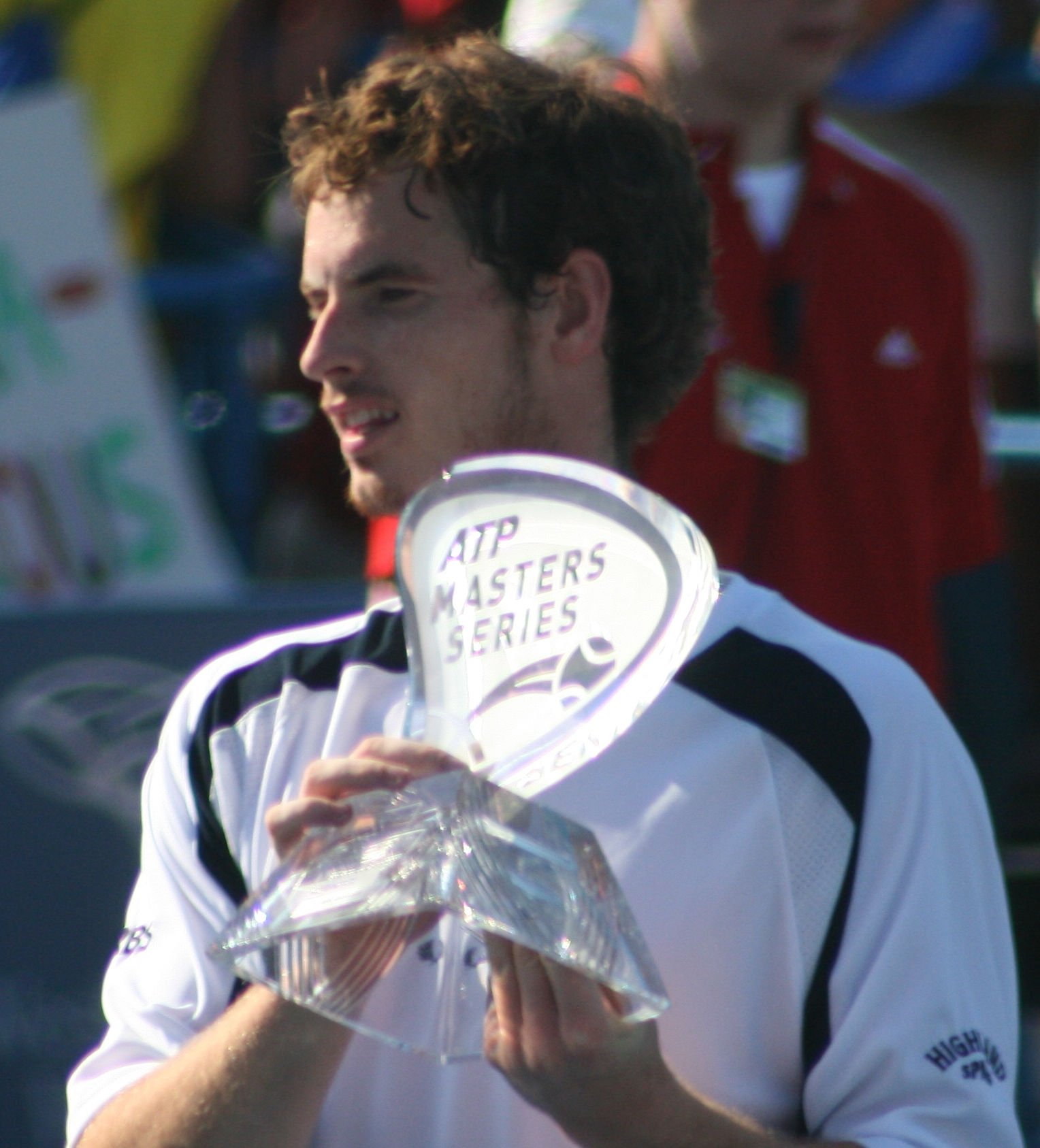
Murray won the first of his 14 Masters titles in Cincinnati

| Kết quả | Năm  | Giải đấu             | Mặt sân  | Đối thủ               | Tỷ số                   |
| ------- | ---- | -------------------- | -------- | --------------------- | ----------------------- |
| Vô địch | 2008 | Cincinnati Open      | Cứng     | Novak Djokovic        | 7–6(7–4), 7–6(7–5)      |
| Vô địch | 2008 | Madrid Open          | Cứng (i) | Gilles Simon          | 6–4, 7–6(8–6)           |
| Á quân  | 2009 | Indian Wells Open    | Cứng     | Rafael Nadal          | 1–6, 2–6                |
| Vô địch | 2009 | Miami Open           | Cứng     | Novak Djokovic        | 6–2, 7–5                |
| Vô địch | 2009 | Canadian Open        | Cứng     | Juan Martín del Potro | 6–7(4–7), 7–6(7–3), 6–1 |
| Vô địch | 2010 | Canadian Open (2)    | Cứng     | Roger Federer         | 7–5, 7–5                |
| Vô địch | 2010 | Shanghai Masters     | Cứng     | Roger Federer         | 6–3, 6–2                |
| Vô địch | 2011 | Cincinnati Open (2)  | Cứng     | Novak Djokovic        | 6–4, 3–0 chấn thương    |
| Vô địch | 2011 | Shanghai Masters (2) | Cứng     | David Ferrer          | 7–5, 6–4                |
| Á quân  | 2012 | Miami Open           | Cứng     | Novak Djokovic        | 1–6, 6–7(4–7)           |
| Á quân  | 2012 | Shanghai Masters     | Cứng     | Novak Djokovic        | 7–5, 6–7(11–13), 3–6    |
| Vô địch | 2013 | Miami Open (2)       | Cứng     | David Ferrer          | 2–6, 6–4, 7–6(7–1)      |
| Á quân  | 2015 | Miami Open           | Cứng     | Novak Djokovic        | 6–7(3–7), 6–4, 0–6      |
| Vô địch | 2015 | Madrid Open (2)      | Đất nện  | Rafael Nadal          | 6–3, 6–2                |
| Vô địch | 2015 | Canadian Open (3)    | Cứng     | Novak Djokovic        | 6–4, 4–6, 6–3           |
| Á quân  | 2015 | Paris Masters        | Cứng (i) | Novak Djokovic        | 2–6, 4–6                |
| Á quân  | 2016 | Madrid Open          | Đất nện  | Novak Djokovic        | 2–6, 6–3, 3–6           |
| Vô địch | 2016 | Italian Open         | Đất nện  | Novak Djokovic        | 6–3, 6–3                |
| Á quân  | 2016 | Cincinnati Open      | Cứng     | Marin Čilić           | 4–6, 5–7                |
| Vô địch | 2016 | Shanghai Masters (3) | Cứng     | Roberto Bautista Agut | 7–6(7–1), 6–1           |
| Vô địch | 2016 | Paris Masters        | Cứng (i) | John Isner            | 6–3, 6–7(4–7), 6–4      |

#### Đôi: 1 (1 á quân)
| Kết quả | Năm  | Giải đấu      | Mặt sân | Đồng đội      | Đối thủ                     | Tỷ số         |
| ------- | ---- | ------------- | ------- | ------------- | --------------------------- | ------------- |
| Á quân  | 2013 | Canadian Open | Cứng    | Colin Fleming | Alexander Peya Bruno Soares | 4–6, 6–7(4–7) |

### Trận tranh huy chương Olympic

#### Đơn: 2 (2 huy chương vàng)
| Kết quả | Năm  | Giải đấu            | Mặt sân | Đối thủ               | Tỷ số              |
| ------- | ---- | ------------------- | ------- | --------------------- | ------------------ |
| Vàng    | 2012 | Summer Olympics     | Cỏ      | Roger Federer         | 6–2, 6–1, 6–4      |
| Vàng    | 2016 | Summer Olympics (2) | Cứng    | Juan Martín del Potro | 7–5, 4–6, 6–2, 7–5 |

#### Đôi nam nữ: 1 (1 huy chương bạc)
| Kết quả | Năm  | Giải đấu        | Mặt sân | Đồng đội     | Đối thủ                      | Tỷ số            |
| ------- | ---- | --------------- | ------- | ------------ | ---------------------------- | ---------------- |
| Bạc     | 2012 | Summer Olympics | Cỏ      | Laura Robson | Victoria Azarenka Max Mirnyi | 6–2, 3–6, [8–10] |

### Chung kết giải đồng đội
| Finals by tournaments |
| --------------------- |
| Davis Cup (1–0)       |
| Laver Cup (0–1)       |
| Hopman Cup (0–1)      |

| Đội                  |
| -------------------- |
| Vương quốc Anh (1–1) |
| Châu Âu (0–1)        |

| Kết quả | Ngày | Giải đấu                  | Mặt sân     | Đội         | Đồng đội                                                                                                  | Đội đối thủ  | Tay vợt đối thủ                                                                              | Tỷ số |
| ------- | ---- | ------------------------- | ----------- | ----------- | --- | ------------ | -------------------------------------------------------------------------------------------- | ----- |
| Á quân  | 2010 | Hopman Cup, Australia     | Cứng (i)    | Anh Quốc    | Laura Robson                                                                                              | Tây Ban Nha  | María José Martínez Sánchez Tommy Robredo                                                    | 1–2   |
| Vô địch | 2015 | Davis Cup, Bỉ             | Đất nện (i) | Anh Quốc    | Jamie Murray Kyle Edmund James Ward                                                                       | Bỉ           | David Goffin Steve Darcis Ruben Bemelmans Kimmer Coppejans                                   | 3–1   |
| Á quân  | 2022 | Laver Cup, Vương quốc Anh | Cứng (i)    | Đội Châu Âu | Casper Ruud Rafael Nadal Stefanos Tsitsipas Novak Djokovic Roger Federer Matteo Berrettini Cameron Norrie | Đội thế giới | Taylor Fritz Félix Auger-Aliassime Diego Schwartzman Frances Tiafoe Alex de Minaur Jack Sock | 8–13  |

## Chung kết ATP

### Đơn: 71 (46 danh hiệu, 25 á quân)
| Giải đấu                     |
| ---------------------------- |
| Grand Slam tournaments (3–8) |
| ATP Tour Finals (1–0)        |
| ATP Tour Masters 1000 (14–7) |
| Olympic Games (2–0)          |
| ATP Tour 500 Series (9–1)    |
| ATP Tour 250 Series (17–9)   |

| Mặt sân       |
| ------------- |
| Cứng (34–21)  |
| Đất nện (3–2) |
| Cỏ (8–2)      |
| Thảm (1–0)    |

| Kiểu sân           |
| ------------------ |
| Ngoài trời (31–22) |
| Trong nhà (15–3)   |

| Kết quả | Thắng-Thua | Ngày             | Giải đấu                                       | Cấp độ        | Mặt sân  | Đối thủ               | Tỷ số                          | Ref    |
| ------- | ---------- | ---------------- | ---------------------------------------------- | ------------- | -------- | --------------------- | ------------------------------ | ------ |
| Á quân  | 0–1        | Th10 năm 2005    | Thailand Open, Thái Lan                        | International | Cứng (i) | Roger Federer         | 3–6, 5–7                       | [ 18 ] |
| Vô địch | 1–1        | Th2 năm 2006     | Pacific Coast Championships, Mỹ                | International | Cứng (i) | Lleyton Hewitt        | 2–6, 6–1, 7–6(7–3)             | [ 19 ] |
| Á quân  | 1–2        | Th8 năm 2006     | Washington Open, Mỹ                            | International | Cứng     | Arnaud Clément        | 6–7(3–7), 2–6                  |        |
| Á quân  | 1–3        | Th1 năm 2007     | Qatar Open, Qatar                              | International | Cứng     | Ivan Ljubičić         | 4–6, 4–6                       |        |
| Vô địch | 2–3        | Th2 năm 2007     | Pacific Coast Championships, Mỹ (2)            | International | Cứng (i) | Ivo Karlović          | 6–7(3–7), 6–4, 7–6(7–2)        | [ 20 ] |
| Á quân  | 2–4        | Th10 năm 2007    | Open de Moselle, Pháp                          | International | Cứng (i) | Tommy Robredo         | 6–0, 2–6, 3–6                  |        |
| Vô địch | 3–4        | Th10 năm 2007    | St. Petersburg Open, Nga                       | International | Thảm (i) | Fernando Verdasco     | 6–2, 6–3                       |        |
| Vô địch | 4–4        | Th1 năm 2008     | Qatar Open, Qatar                              | International | Cứng     | Stan Wawrinka         | 6–4, 4–6, 6–2                  | [ 21 ] |
| Vô địch | 5–4        | Th2 năm 2008     | Open 13, Pháp                                  | International | Cứng (i) | Mario Ančić           | 6–3, 6–4                       | [ 21 ] |
| Vô địch | 6–4        | Th8 năm 2008     | Cincinnati Open, Mỹ                            | Masters       | Cứng     | Novak Djokovic        | 7–6(7–4), 7–6(7–5)             | [ 21 ] |
| Á quân  | 6–5        | Th9 năm 2008     | US Open, Mỹ                                    | Grand Slam    | Cứng     | Roger Federer         | 2–6, 5–7, 2–6                  | [ 22 ] |
| Vô địch | 7–5        | Th10 năm 2008    | Madrid Open, Tây Ban Nha                       | Masters       | Cứng (i) | Gilles Simon          | 6–4, 7–6(8–6)                  | [ 21 ] |
| Vô địch | 8–5        | Th10 năm 2008    | St. Petersburg Open, Nga (2)                   | International | Cứng (i) | Andrey Golubev        | 6–1, 6–1                       |        |
| Vô địch | 9–5        | Th1 năm 2009     | Qatar Open, Qatar (2)                          | 250 Series    | Cứng     | Andy Roddick          | 6–4, 6–2                       | [ 23 ] |
| Vô địch | 10–5       | Th2 năm 2009     | Rotterdam Open, Hà Lan                         | 500 Series    | Cứng (i) | Rafael Nadal          | 6–3, 4–6, 6–0                  | [ 24 ] |
| Á quân  | 10–6       | Th3 năm 2009     | Indian Wells Open, Mỹ                          | Masters 1000  | Cứng     | Rafael Nadal          | 1–6, 2–6                       | [ 25 ] |
| Vô địch | 11–6       | Th4 năm 2009     | Miami Open, Mỹ                                 | Masters 1000  | Cứng     | Novak Djokovic        | 6–2, 7–5                       |        |
| Vô địch | 12–6       | Th6 năm 2009     | Queen's Club Championships, Vương quốc Anh     | 250 Series    | Cỏ       | James Blake           | 7–5, 6–4                       | [ 26 ] |
| Vô địch | 13–6       | Th8 năm 2009     | Canadian Open, Canada                          | Masters 1000  | Cứng     | Juan Martín del Potro | 6–7(4–7), 7–6(7–3), 6–1        | [ 27 ] |
| Vô địch | 14–6       | Th11 năm 2009    | Valencia Open, Tây Ban Nha                     | 500 Series    | Cứng (i) | Mikhail Youzhny       | 6–3, 6–2                       | [ 28 ] |
| Á quân  | 14–7       | Th1 năm 2010     | Australian Open, Australia                     | Grand Slam    | Cứng     | Roger Federer         | 3–6, 4–6, 6–7(11–13)           | [ 29 ] |
| Á quân  | 14–8       | Th8 năm 2010     | Los Angeles Open, Mỹ                           | 250 Series    | Cứng     | Sam Querrey           | 7–5, 6–7(2–7), 3–6             | [ 30 ] |
| Vô địch | 15–8       | Th8 năm 2010     | Canadian Open, Canada (2)                      | Masters 1000  | Cứng     | Roger Federer         | 7–5, 7–5                       | [ 31 ] |
| Vô địch | 16–8       | Th10 năm 2010    | Shanghai Masters, Trung Quốc                   | Masters 1000  | Cứng     | Roger Federer         | 6–3, 6–2                       | [ 32 ] |
| Á quân  | 16–9       | Th1 năm 2011     | Australian Open, Australia                     | Grand Slam    | Cứng     | Novak Djokovic        | 4–6, 2–6, 3–6                  |        |
| Vô địch | 17–9       | Th6 năm 2011     | Queen's Club Championships, Vương quốc Anh (2) | 250 Series    | Cỏ       | Jo-Wilfried Tsonga    | 3–6, 7–6(7–2), 6–4             |        |
| Vô địch | 18–9       | Th8 năm 2011     | Cincinnati Open, Mỹ (2)                        | Masters 1000  | Cứng     | Novak Djokovic        | 6–4, 3–0 ret.                  |        |
| Vô địch | 19–9       | Th10 năm 2011    | Thailand Open, Thái Lan                        | 250 Series    | Cứng (i) | Donald Young          | 6–2, 6–0                       |        |
| Vô địch | 20–9       | Th10 năm 2011    | Japan Open, Japan                              | 500 Series    | Cứng     | Rafael Nadal          | 3–6, 6–2, 6–0                  |        |
| Vô địch | 21–9       | Th10 năm 2011    | Shanghai Masters, China (2)                    | Masters 1000  | Cứng     | David Ferrer          | 7–5, 6–4                       |        |
| Vô địch | 22–9       | Th1 năm 2012     | Brisbane International, Australia              | 250 Series    | Cứng     | Alexandr Dolgopolov   | 6–1, 6–3                       |        |
| Á quân  | 22–10      | Th3 năm 2012     | Dubai Tennis Championships, UAE                | 500 Series    | Cứng     | Roger Federer         | 5–7, 4–6                       |        |
| Á quân  | 22–11      | Th4 năm 2012     | Miami Open, Mỹ                                 | Masters 1000  | Cứng     | Novak Djokovic        | 1–6, 6–7(4–7)                  |        |
| Á quân  | 22–12      | Th7 năm 2012     | Wimbledon, Vương quốc Anh                      | Grand Slam    | Cỏ       | Roger Federer         | 6–4, 5–7, 3–6, 4–6             | [ 33 ] |
| Vô địch | 23–12      | Th8 năm 2012     | Olympic Games, Vương quốc Anh                  | Olympics      | Cỏ       | Roger Federer         | 6–2, 6–1, 6–4                  | [ 34 ] |
| Vô địch | 24–12      | Th9 năm 2012     | US Open, US                                    | Grand Slam    | Cứng     | Novak Djokovic        | 7–6(12–10), 7–5, 2–6, 3–6, 6–2 | [ 35 ] |
| Á quân  | 24–13      | Th10 năm 2012    | Shanghai Masters, Trung Quốc                   | Masters 1000  | Cứng     | Novak Djokovic        | 7–5, 6–7(11–13), 3–6           | [ 36 ] |
| Vô địch | 25–13      | Th1 năm 2013     | Brisbane International, Australia (2)          | 250 Series    | Cứng     | Grigor Dimitrov       | 7–6(7–0), 6–4                  |        |
| Á quân  | 25–14      | Th1 năm 2013     | Australian Open, Australia                     | Grand Slam    | Cứng     | Novak Djokovic        | 7–6(7–2), 6–7(3–7), 3–6, 2–6   | [ 37 ] |
| Vô địch | 26–14      | Th3 năm 2013     | Miami Open, Mỹ (2)                             | Masters 1000  | Cứng     | David Ferrer          | 2–6, 6–4, 7–6(7–1)             |        |
| Vô địch | 27–14      | Th6 năm 2013     | Queen's Club Championships, Vương quốc Anh (3) | 250 Series    | Cỏ       | Marin Čilić           | 5–7, 7–5, 6–3                  |        |
| Vô địch | 28–14      | Th7 năm 2013     | Wimbledon, Vương quốc Anh                      | Grand Slam    | Cỏ       | Novak Djokovic        | 6–4, 7–5, 6–4                  |        |
| Vô địch | 29–14      | Th9 năm 2014     | Shenzhen Open, Trung Quốc                      | 250 Series    | Cứng     | Tommy Robredo         | 5–7, 7–6(11–9), 6–1            | [ 38 ] |
| Vô địch | 30–14      | Th10 năm 2014    | Vienna Open, Áo                                | 250 Series    | Cứng (i) | David Ferrer          | 5–7, 6–2, 7–5                  | [ 39 ] |
| Vô địch | 31–14      | Th10 năm 2014    | Valencia Open, Tây Ban Nha (2)                 | 500 Series    | Cứng (i) | Tommy Robredo         | 3–6, 7–6(9–7), 7–6(10–8)       |        |
| Á quân  | 31–15      | Th2 năm 2015     | Australian Open, Australia                     | Grand Slam    | Cứng     | Novak Djokovic        | 6–7(5–7), 7–6(7–4), 3–6, 0–6   | [ 40 ] |
| Á quân  | 31–16      | Th4 năm 2015     | Miami Open, Mỹ                                 | Masters 1000  | Cứng     | Novak Djokovic        | 6–7(3–7), 6–4, 0–6             |        |
| Vô địch | 32–16      | tháng 5 năm 2015 | Bavarian Championships, Đức                    | 250 Series    | Đất nện  | Philipp Kohlschreiber | 7–6(7–4), 5–7, 7–6(7–4)        |        |
| Vô địch | 33–16      | tháng 5 năm 2015 | Madrid Open, Tây Ban Nha (2)                   | Masters 1000  | Đất nện  | Rafael Nadal          | 6–3, 6–2                       |        |
| Vô địch | 34–16      | Th6 năm 2015     | Queen's Club Championships, Vương quốc Anh (4) | 500 Series    | Cỏ       | Kevin Anderson        | 6–3, 6–4                       |        |
| Vô địch | 35–16      | Th8 năm 2015     | Canadian Open, Canada (3)                      | Masters 1000  | Cứng     | Novak Djokovic        | 6–4, 4–6, 6–3                  |        |
| Á quân  | 35–17      | Th11 năm 2015    | Paris Masters, Pháp                            | Masters 1000  | Cứng (i) | Novak Djokovic        | 2–6, 4–6                       |        |
| Á quân  | 35–18      | Th1 năm 2016     | Australian Open, Australia                     | Grand Slam    | Cứng     | Novak Djokovic        | 1–6, 5–7, 6–7(3–7)             |        |
| Á quân  | 35–19      | tháng 5 năm 2016 | Madrid Open, Tây Ban Nha                       | Masters 1000  | Đất nện  | Novak Djokovic        | 2–6, 6–3, 3–6                  |        |
| Vô địch | 36–19      | tháng 5 năm 2016 | Italian Open, Ý                                | Masters 1000  | Đất nện  | Novak Djokovic        | 6–3, 6–3                       |        |
| Á quân  | 36–20      | Th6 năm 2016     | French Open, Pháp                              | Grand Slam    | Đất nện  | Novak Djokovic        | 6–3, 1–6, 2–6, 4–6             |        |
| Vô địch | 37–20      | Th6 năm 2016     | Queen's Club Championships, Vương quốc Anh (5) | 500 Series    | Cỏ       | Milos Raonic          | 6–7(5–7), 6–4, 6–3             |        |
| Vô địch | 38–20      | Th7 năm 2016     | Wimbledon, Vương quốc Anh (2)                  | Grand Slam    | Cỏ       | Milos Raonic          | 6–4, 7–6(7–3), 7–6(7–2)        |        |
| Vô địch | 39–20      | Th8 năm 2016     | Olympic Games, Brazil (2)                      | Olympics      | Cứng     | Juan Martín del Potro | 7–5, 4–6, 6–2, 7–5             |        |
| Á quân  | 39–21      | Th8 năm 2016     | Cincinnati Open, Mỹ                            | Masters 1000  | Cứng     | Marin Čilić           | 4–6, 5–7                       |        |
| Vô địch | 40–21      | Th10 năm 2016    | China Open, Trung Quốc                         | 500 Series    | Cứng     | Grigor Dimitrov       | 6–4, 7–6(7–2)                  |        |
| Vô địch | 41–21      | Th10 năm 2016    | Shanghai Masters, Trung Quốc (3)               | Masters 1000  | Cứng     | Roberto Bautista Agut | 7–6(7–1), 6–1                  |        |
| Vô địch | 42–21      | Th10 năm 2016    | Vienna Open, Áo (2)                            | 500 Series    | Cứng (i) | Jo-Wilfried Tsonga    | 6–3, 7–6(8–6)                  |        |
| Vô địch | 43–21      | Th11 năm 2016    | Paris Masters, Pháp                            | Masters 1000  | Cứng (i) | John Isner            | 6–3, 6–7(4–7), 6–4             |        |
| Vô địch | 44–21      | Th11 năm 2016    | ATP World Tour Finals, Vương quôc Anh          | Tour Finals   | Cứng (i) | Novak Djokovic        | 6–3, 6–4                       |        |
| Á quân  | 44–22      | Th1 năm 2017     | Qatar Open, Qatar                              | 250 Series    | Cứng     | Novak Djokovic        | 3–6, 7–5, 4–6                  |        |
| Vô địch | 45–22      | Th3 năm 2017     | Dubai Tennis Championships, UAE                | 500 Series    | Cứng     | Fernando Verdasco     | 6–3, 6–2                       |        |
| Vô địch | 46–22      | Th10 năm 2019    | European Open, Bỉ                              | 250 Series    | Cứng (i) | Stan Wawrinka         | 3–6, 6–4, 6–4                  |        |
| Á quân  | 46–23      | Th1 năm 2022     | Sydney International, Australia                | 250 Series    | Cứng     | Aslan Karatsev        | 3–6, 3–6                       |        |
| Á quân  | 46–24      | Th6 năm 2022     | Stuttgart Open, Đức                            | 250 Series    | Cỏ       | Matteo Berrettini     | 4–6, 7–5, 3–6                  |        |
| Á quân  | 46–25      | Th2 năm 2023     | Qatar Open, Qatar                              | 250 Series    | Cứng     | Daniil Medvedev       | 4–6, 4–6                       |        |

### Đôi: 5 (3 danh hiệu, 2 á quân)
| Giải đấu                     |
| ---------------------------- |
| Grand Slam tournaments (0–0) |
| ATP Tour Finals (0–0)        |
| ATP Tour Masters 1000 (0–1)  |
| ATP Tour 500 Series (3–0)    |
| ATP Tour 250 Series (0–1)    |

| Mặt sân       |
| ------------- |
| Cứng (2–2)    |
| Đất nện (0–0) |
| Cỏ (1–0)      |
| Thảm (0–0)    |

| Kiểu sân         |
| ---------------- |
| Ngoài trời (2–1) |
| Trong nhà (1–1)  |

| Kết quả | Thắng-Thua | Ngày          | Giải đấu                                   | Cấp độ        | Mặt sân  | Đồng đội        | Đối thủ                        | Tỷ số                  | Ref    |
| ------- | ---------- | ------------- | ------------------------------------------ | ------------- | -------- | --------------- | ------------------------------ | ---------------------- | ------ |
| Á quân  | 0–1        | Th10 năm 2006 | Thailand Open, Thái Lan                    | International | Cứng (i) | Jamie Murray    | Jonathan Erlich Andy Ram       | 2–6, 6–2, [4–10]       |        |
| Vô địch | 1–1        | Th11 năm 2010 | Valencia Open, Tây Ban Nha                 | 500 Series    | Cứng (i) | Jamie Murray    | Mahesh Bhupathi Max Mirnyi     | 7–6(10–8), 5–7, [10–7] | [ 41 ] |
| Vô địch | 2–1        | Th10 năm 2011 | Japan Open, Nhật Bản                       | 500 Series    | Cứng     | Jamie Murray    | František Čermák Filip Polášek | 6–1, 6–4               |        |
| Á quân  | 2–2        | Th8 năm 2013  | Canadian Open, Canada                      | Masters 1000  | Cứng     | Colin Fleming   | Alexander Peya Bruno Soares    | 4–6, 6–7(4–7)          |        |
| Vô địch | 3–2        | Th6 năm 2019  | Queen's Club Championships, Vương quốc Anh | 500 Series    | Cỏ       | Feliciano López | Rajeev Ram Joe Salisbury       | 7–6(8–6), 5–7, [10–5]  |        |

## Các Giải Đấu
| Giải đấu                      | 2005  | 2006  | 2007  | 2008  | Career SR | Thắng / thua |
| ----------------------------- | ----- | ----- | ----- | ----- | --------- | ------------ |
| Úc Mở rộng                    | A     | V1    | V4    | V1    | 0 / 3     | 3-3          |
| Pháp Mở rộng                  | A     | V1    | A     | V3    | 0 / 2     | 2-2          |
| Wimbledon                     | V3    | V4    | A     | TK    | 0 / 3     | 9-3          |
| Mỹ Mở rộng                    | V2    | V4    | V3    | CK    | 0 / 4     | 12-4         |
| Grand Slam SR                 | 0 / 2 | 0 / 4 | 0 / 2 | 0 / 4 | 0 / 12    | N/A          |
| Grand Slam thắng thua         | 3-2   | 6-4   | 5-2   | 12-4  | N/A       | 20-11        |
| Tennis Masters Cup            | A     | A     | A     |       | 0 / 0     | 0-0          |
| Indian Wells Masters          | A     | V2    | BK    | V4    | 0 / 3     | 7-3          |
| Miami Masters                 | A     | V1    | BK    | V2    | 0 / 3     | 4-3          |
| Monte Carlo Masters           | A     | V1    | A     | V3    | 0 / 1     | 0-1          |
| Rome Masters                  | A     | V1    | V1    | V2    | 0 / 2     | 0-2          |
| Hamburg Masters               | A     | V2    | V1    | V3    | 0 / 2     | 1-2          |
| Canada Masters                | A     | BK    | V2    | BK    | 0 / 3     | 8-3          |
| Cincinnati Masters            | V2    | TK    | V1    | T     | 1 / 4     | 10-3         |
| Madrid Masters (Stuttgart)    | A     | V3    | V3    | T     | 1 / 3     | 10-2         |
| Paris Masters                 | A     | V3    | TK    |       | 0 / 2     | 3-2          |
| Danh hiệu                     | 0     | 1     | 2     | 4     | N/A       | 7            |
| Thắng / Thua trên sân cứng    | 7-4   | 26-14 | 25-7  | 14-5  | N/A       | 83-35        |
| Thắng / Thua trên sân cỏ      | 5-3   | 9-4   | 0-0   | 6-1   | N/A       | 20-8         |
| Thắng / Thua trên sân thảm    | 2-1   | 1-2   | 0-0   | 0-0   | N/A       | 3-3          |
| Thắng / Thua trên sân đất nện | 0-2   | 4-5   | 0-2   | 7-5   | N/A       | 11-14        |
| Thắng / Thua                  | 14-10 | 40-25 | 29-10 | 27-11 | N/A       | 124–60       |
| Xếp hạng cuồi năm             | 63    | 17    | 11    |       | N/A       | N/A          |

1. A: không tham dự giải Career SR: tỷ lệ số lần thắng trên số lần tham dự